# Volker Heise

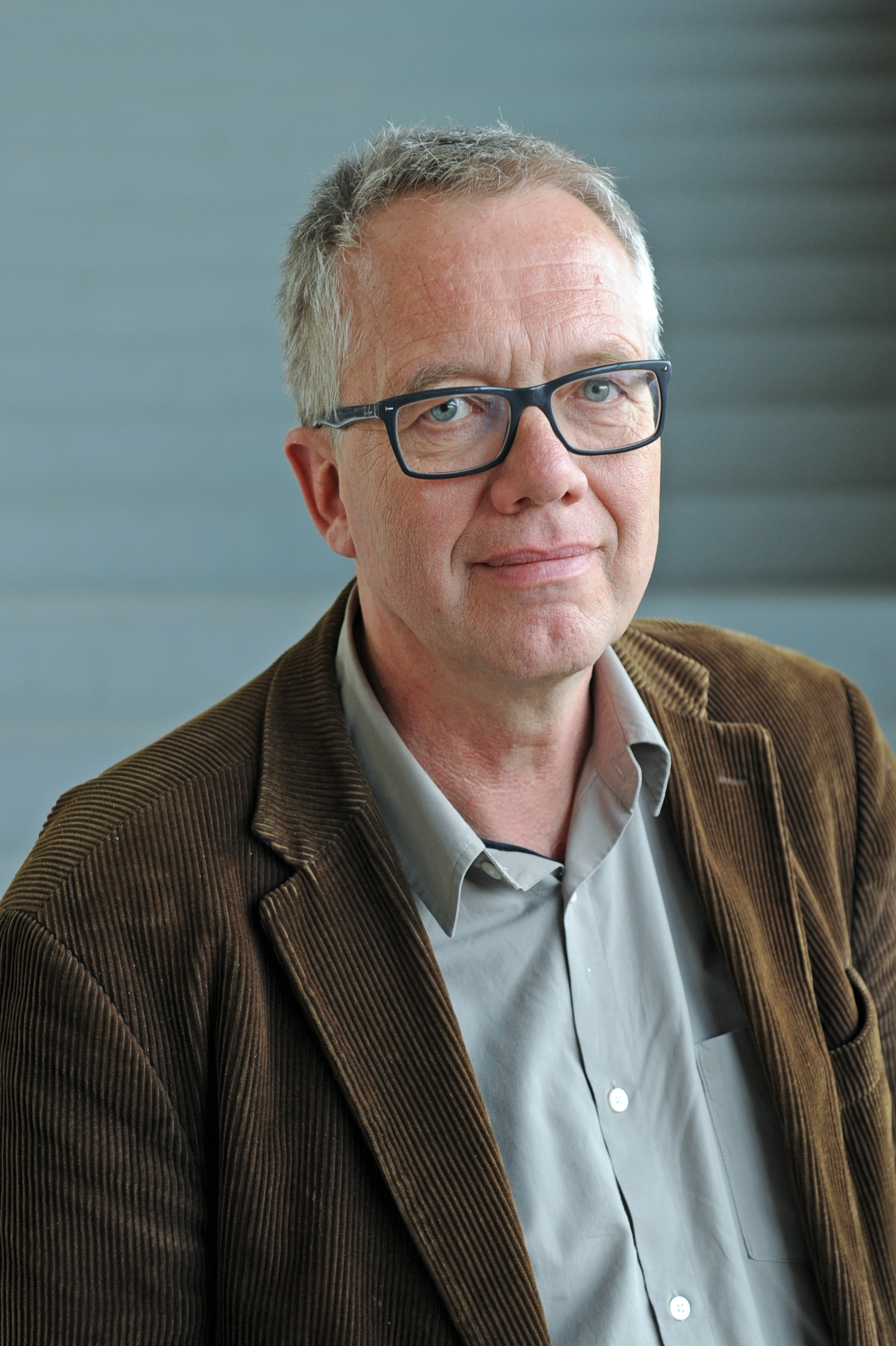
Volker Heise (2015)

Volker Heise (* August 1961 in Hoya) ist ein deutscher Fernsehregisseur, -dramaturg und -produzent. Er wurde durch die Living-History-Serie Schwarzwaldhaus 1902 bekannt, für die er 2003 den Grimme-Preis erhielt.

## Biografie
Heise, geboren im August 1961, wuchs in Hoya in Niedersachsen auf. Er studierte Politische Wissenschaften in Hannover und Berlin und erlangte seinen Abschluss am Otto-Suhr-Institut der FU Berlin.
Während des Studiums engagierte er sich beim alternativen Radiosender Radio 100 in Berlin, später war er als Reporter und Redakteur bei den Radiosendern Fritz, Inforadio und Radio Eins von ORB und SFB (heute rbb). Bei Radio Eins war er zuletzt Leiter der Prime-Time-Programme.
Ab Mitte der 1990er Jahre arbeitete Heise eng zusammen mit Thomas Kufus und dessen Berliner Produktionsfirma zero film; anfangs als Texter und Dramaturg für dokumentarische Fernsehserien und abendfüllende Dokumentarfilme. Er verantwortete unter anderem die Konzeption der ersten deutschen Doku-Soaps, die für ARTE und verschiedene ARD-Sender nach englischem Vorbild entwickelt wurden (Geburtsstation, Neue Heimat Berlin, Tanzpalast u. a.). Als Dramaturg betreute er unter anderem Black Box BRD von Andres Veiel, Reporter vermisst von Johann Feindt sowie Die 50er Jahre – wie wir wurden, was wir sind.
2001 führte Heise bei Schwarzwaldhaus 1902 zum ersten Mal Regie. Die Serie wurde mit dem Grimme-Preis ausgezeichnet und für den Deutschen Fernsehpreis nominiert und gilt als eine der erfolgreichsten Dokumentationen des deutschen Fernsehens sowie als Vorbild für zahlreiche „Erlebnisdokumentationen“ in Deutschland. In der Folge führte Heise bei zwei weiteren Living-History-Projekten für die ARD Regie: Abenteuer 1900 – Leben im Gutshaus von 2004 sowie Abenteuer 1927 – Sommerfrische von 2005.
Seit 2008 ist Heise Partner der Firma zero one film GmbH, die aus der zero film GmbH heraus entstanden ist. Für zero one entwickelte er unter anderem die arte-Serie Die kulinarischen Abenteuer der Sarah Wiener (diverse Serien von 2005–2014) sowie das SWR-/ARD-Presenter-Format Matusseks Reisen. Bei beiden Serien führte er auch Regie.
Von 2008 bis 2009 entwickelte und realisierte Heise das Fernsehprojekt 24h Berlin – Ein Tag im Leben. Mit Hilfe von über 70 Regisseuren dokumentierte er einen Tag im Leben einer Großstadt und verarbeitete das Material zu einem 24-stündigen Fernsehprogramm. Das Programm wurde am 5. September 2009 auf ARTE und im rbb Fernsehen ausgestrahlt. Zusammen mit dem Produzenten Thomas Kufus erhielt er dafür den Bayerischen Fernsehpreis. 2010 erhielt Heise zudem den Sonderpreis des Robert-Geisendörfer-Preis und den Deutschen Fernsehpreis 2010.
Eine weitere preisgekrönte Fernsehserien Heises ist die fiktionales Serie Zeit der Helden (SWR und ARTE 2013), bei welcher er für Idee und Konzept verantwortlich zeichnete. Sie erhielt den Deutschen Fernsehpreis und dem Grimme Preis.
Das nach dem Vorbild von 24h Berlin gestaltete Projekt 24h Jerusalem (Idee, Konzept und Projektregie) wurde 2014 auf ARTE und im BR ausgestrahlt und mit dem Deutschen Fernsehpreis ausgezeichnet.
Seit 2010 ist Volker Heise Kolumnist der Berliner Zeitung und der Frankfurter Rundschau. Seit 2013 moderiert er zudem die Sendung Große Themen, keine Meinung auf Radio Eins (rbb).

## Filmografie
- 2002: Schwarzwaldhaus 1902 (Living-History-Serie, 4 × 45 Minuten, SWR/ARD)
- 2004: Abenteuer 1900 – Leben im Gutshaus (Living-History-Serie, 16 × 25 Minuten, ARD)
- 2005: Abenteuer 1927 – Sommerfrische (Living History Serie, 16 × 25 Minuten, ARD)
- 2006–2010: Die kulinarischen Abenteuer der Sarah Wiener (Kochserie, 30 × 25 Minuten und 10 × 45 Minuten, ARTE)
- 2007–2008: Matusseks Reisen (Fernsehdokumentarserie, 3 × 45 und 3 × 30 Minuten, SWR/ARD)
- 2008: Die Freiwilligen (Fernsehdokumentation, 2 × 45 Minuten, SWR, WDR, ARTE)
- 2009: 24h Berlin – Ein Tag im Leben (Fernsehdokumentation, 1 × 1440 Minuten, ARTE und rbb)
- 2011: Hilfe – was essen wir? (Fernsehdokumentation, 45 Minuten, HR/Das Erste)
- 2014: 24h Jerusalem (Fernsehdokumentation, 1 × 1440 Minuten, ARTE/BR)
- 2015: Heimat gesucht (Fernsehdokumentation, 45 Minuten, rbb)
- 2017: 24h Bayern – Ein Tag Heimat (Fernsehdokumentation, 1 × 1440 Minuten, BR)
- 2018: 1929 – Das Jahr Babylon (Fernsehdokumentation, 45 Minuten, rbb)
- 2019: 24h Europe – The Next Generation (Fernsehdokumentation, 1 x 1440 Minuten, rbb u. a.)[3]
- 2020: Berlin – Tagebuch einer Großstadt (Fernsehdokumentation, 2x 90 Minuten, rbb)[4]
- 2021: Schockwellen – Nachrichten aus der Pandemie (Fernsehdokumentation, 90 Minuten, rbb)[5]
- 2022: Gladbeck: Das Geiseldrama (Dokumentation, 91 Minuten, Netflix)
- 2023: Berlin 1933 (179 min. Erstsendung: 28. Januar 2023)
- 2024: Überleben – Ein Arzt und sein Krebs (Dokumentation, 90 Minuten, Erstsendung: 28. Oktober 2024)[6]
- 2025: Masterplan – Das Potsdamer Treffen und seine Folgen (Dokumentation, 90 Minuten, Erstsendung am 24. März 2024)[7]

## Werke
- Außer Kontrolle Roman. Rowohlt Berlin, Berlin 2017, ISBN 978-3-7371-0023-6.
- Hörspiel Außer Kontrolle, Bearbeitung und Regie: Judith Lorentz, Komposition: Lutz Glandien, Länge: ca. 54‘, Produktion: Dlf Kultur 2019.[8]
- 1945. Rowohlt Berlin, Berlin 2024, ISBN 978-3-7371-0201-8.